# Ньюмен, Огастес Чарльз
Огастес Чарльз Ньюмен (англ. Augustus Charles Newman VC OBE TD DL (19 августа 1904 — 26 апреля 1972) — британский военачальник, подполковник Британской армии, участвовавший во Второй мировой войне; кавалер Креста Виктории, высшей военной награды Великобритании и Британского содружества наций.

## Биография
Ньюмен обучался в школе Банкрофта в Эссексе. Служил в Эссекском полку Территориальной армии, получил звание подполковника и в этом звании в возрасте 37 лет встретил войну. Был включён во 2-е подразделение коммандос, с которым участвовал в рейде на Сен-Назер.
28 марта 1942 во время того рейда подполковник Ньюмен возглавлял атаку коммандос и шёл в первых рядах, невзирая на угрозу быть раненым или погибнуть на месте. Под его вдохновляющим командованием отряд сражался яростно против превосходящих сил противника, пока подрывники занимались своей работой. Подполковник продолжил сражаться на открытой местности со своими подчинёнными, пока у него не закончились боеприпасы. Ньюмен был со своими солдатами взят в плен и остался в немецком плену до конца войны. Несмотря на пленение, Ньюмен был награждён Крестом Виктории за проявленную храбрость.
После войны Ньюмен служил в подразделении Особой воздушной службы, 1 октября 1959 получил звание майора Корпуса инженеров и железнодорожников штаба. Далее был заместителем лорда-лейтенанта Эссекса. В настоящее время его Крест Виктории находится в Имперском военном музее Лондона, в галерее Лорда Эшкрофта.